# Lokomotiva Smoschewer
Lokomotiva Smoschewer je úzkorozchodná tendrová parní lokomotiva provozovaná na Čiernohronské železnici. Své jméno získala podle výrobního závodu. 

## Historie

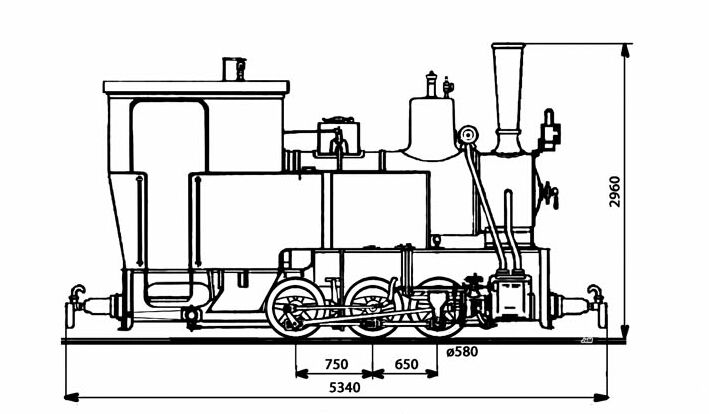
Typový náčrtek lokomotivy R IIIc 351–369 (Smoschewer 1917/18)

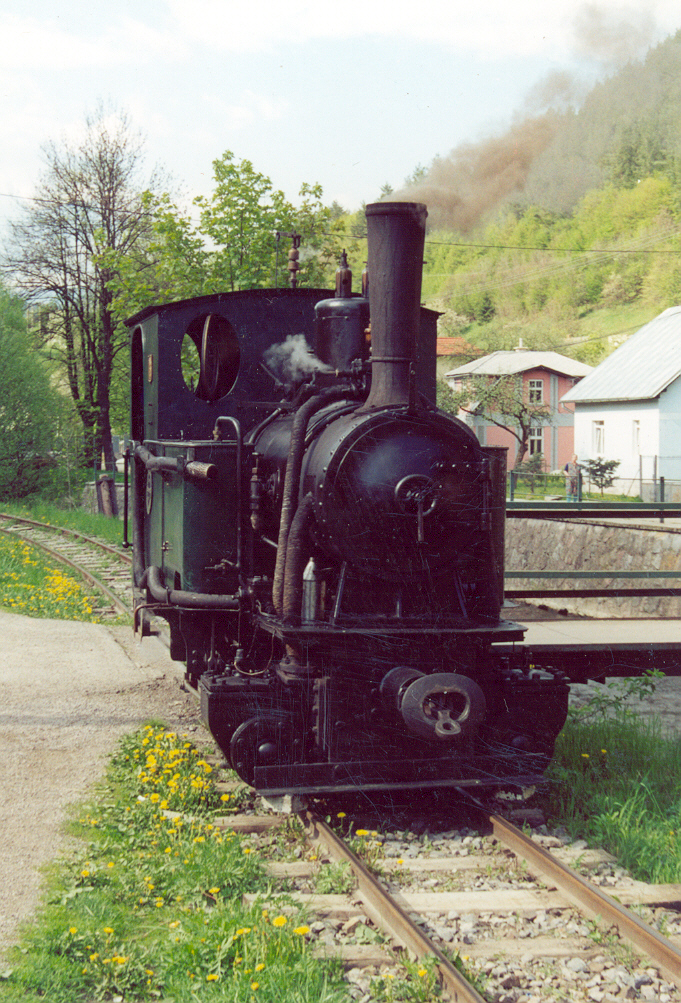
Lokomotiva Smoschewer uprostřed Hronce.

Tato malá lokomotiva byla původně stavěna lokomotivkou Smoschewer Breslau jako číslo 368 válečného typu R IIIc, zv. "Rollbahnlok", pro Rakouské polní dráhy za 1. světové války. Tyto stavebnicové dráhy o rozchodu 600 mm sloužily k dopravě vojenské techniky, mužstva a materiálu k bojovým liniím. Lokomotiva svůj bojový křest nikdy neprožila, protože byla dokončena až po skončení války v roce 1918 (pod výrobním číslem 625). Po válce sloužila na stavebních drážkách na jižní Moravě.
V roce 1947 byla svým tehdejším majitelem ukryta před znárodněním mezi dvojité stěny stodoly nedaleko Brna a tam nakonzervovaná přežila zapomenuta až do svého znovuobjevení při demolici objektu v roce 1984. Technické muzeum v Brně o ni neprojevilo zájem, a protože pro ni nebylo jiné uplatnění, získala ji Čiernohronská železnica, kterou v té době pomáhalo mnoho lidí z Brna rekonstruovat, a deponovala v depozitáři na Štiavničke.
V roce 1993 byla zrekonstruována firmou Jiří Mach Tursko. Během rekonstrukce byla vyměněna původní poškozená měděná pec za ocelovou a byl změněn rozchod z původních 600 na 760 mm.
V roce 2003 propadla stroji kotelní lhůta a zůstal odstaven. Oprava do provozního stavu se protahovala a odkládala, především z nedostatku financí – přesto však práce postupně pokračovaly až do července 2009, kdy po dokončovacích úpravách a definitivním seřízení rozvodu nově opravený a natřený Smoschewer opět vyjel na „svou“ železničku.

## Provoz
Vzhledem na původní určení má lokomotiva pro dvacetikilometrovou čiernobalockou síť s relativně velkým převýšením malý rošt a jen těsně dostačující velikost vodojemu. V provozu je tak využívána na lehčích vlacích ČHŽ do Vydrova skanzenu; po 12 km rameni až na Chvatimech zajíždí jen výjimečně.